# Willebroek
Willebroek es una localidad y municipio de la provincia de Amberes en Bélgica. Sus municipios vecinos son Boom, Kapelle-op-den-Bos, Londerzeel, Malinas, Puurs y Rumst. Tiene una superficie de 27,4 km² y una población en 2019 de 26.462 habitantes, siendo los habitantes en edad laboral el 61% de la población.

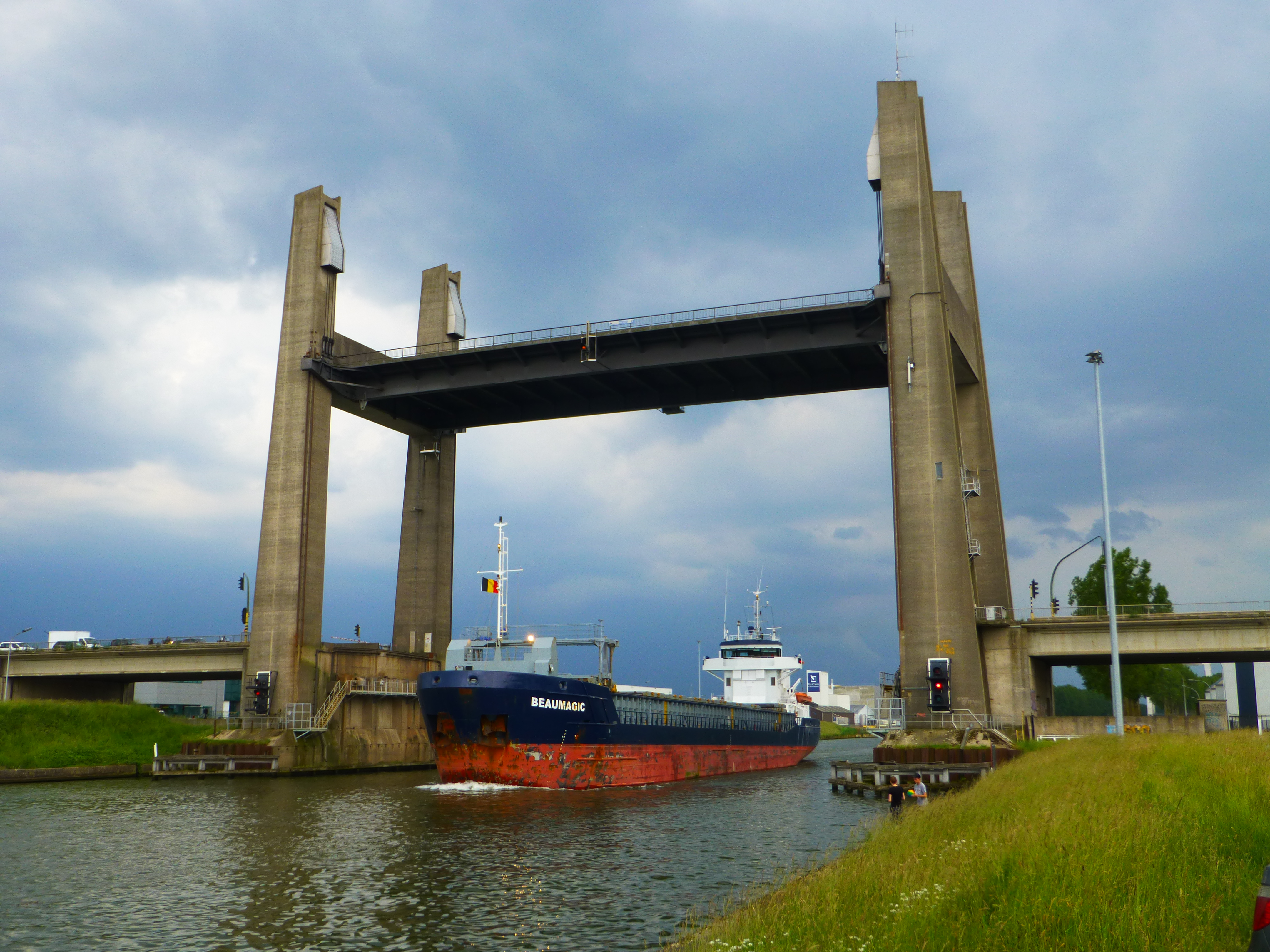
Puente levadizo.

El nombre de la localidad era ya en 1180 Willebroek, palabra que se significa "asentamiento en marisma salvaje". Willebroek está conectado a Bruselas por el Canal Marítimo Bruselas-Escalda.
En la ciudad de Willebroek se celebra anualmente el festival de la Kanaalfeesten, con conciertos en vivo y atracciones de feria.
En Willebroek se encuentra el Fuerte de Breendonk, el único campo de concentración establecido por los nazis en Bélgica.

## Demografía

### Evolución
Todos los datos históricos relativos al actual municipio, el siguiente gráfico refleja su evolución demográfica, incluyendo municipios después de efectuada la fusión el 1 de enero de 1977.
| Gráfica de evolución demográfica de Willebroek entre 1846 y 2020 |
|                                                                  |

## Personas notables de Willebroek
- Jan Adriaensens, ciclista.
- Alfons De Wolf, ciclista.
- Constant Tourné, ciclista en pista.
- Dimitri Vegas & Like Mike, dúo de EDM
- Emilio Duvivier : fundador De la Sociedad de Colombofilia Argentina